# 死亡診断書

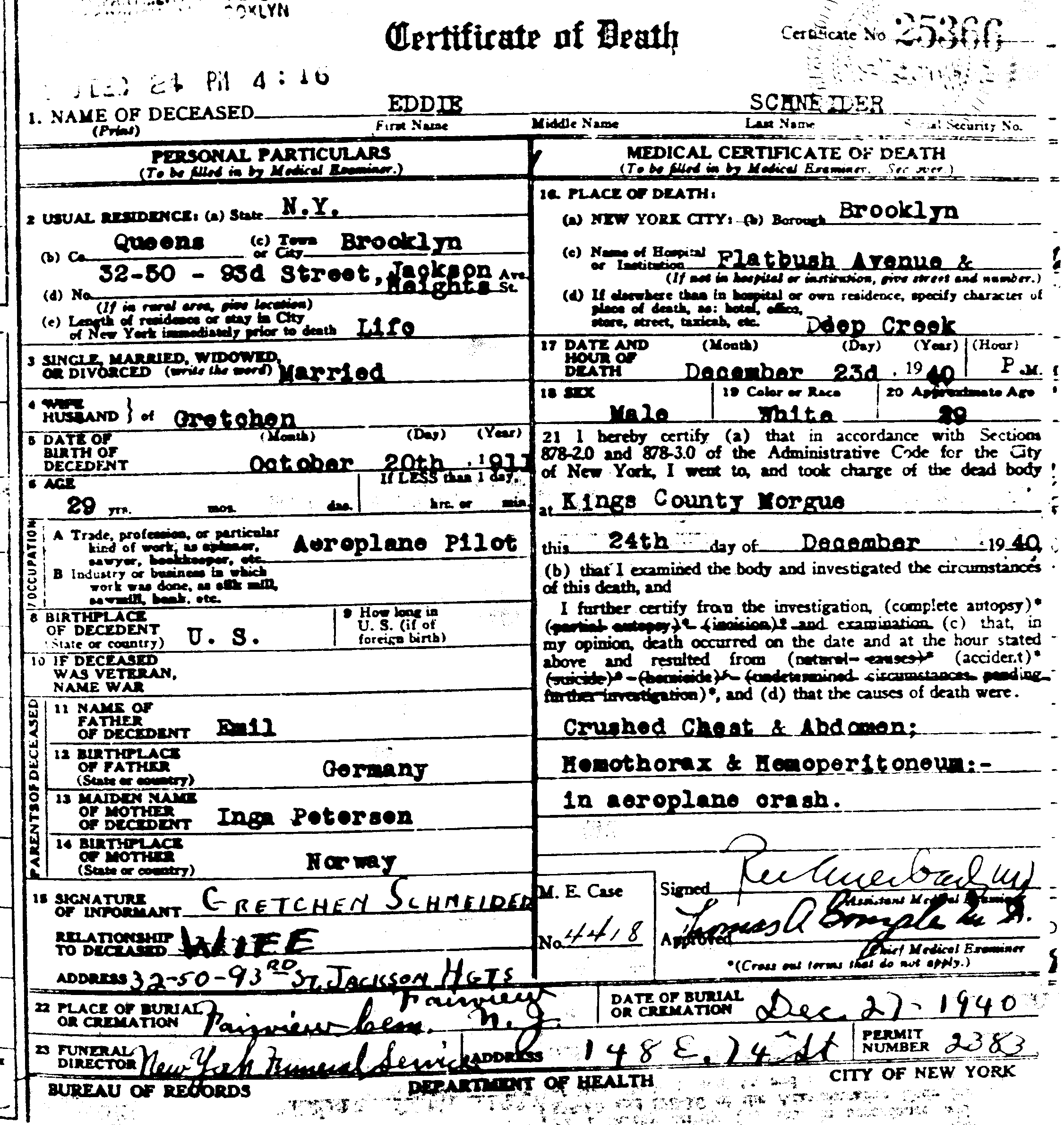
死亡診断書

死亡診断書（しぼうしんだんしょ）とは、死亡事由などについての検案について記した書類で診断書の一つである。死体検案書と同様に死亡を証明する効力を持つ。診断した医師、歯科医師のみ（飼育動物が対象であれば獣医師のみ）が死亡診断書を発行できる。また、死因統計作成の資料としても用いられる。一般的な診断書は患者からの依頼があった場合のみ交付するが、死亡診断書がないと死亡届を提出できないので、必然的に必要な書類になる。
最終診察後24時間以内でなくても、死因が明らかに継続的に診療中のものであると予測される場合については死亡診断書が作成される。
それ以外の場合はたとえ病院内で死亡した場合であっても死亡診断書を作成することはできず、医師は死体を検案しなければならない。
死亡届を届出者が死亡の事実を知った日から7日以内（国外で死亡したときは、その事実を知った日から3か月以内）に届け出ることが必要であり、死亡者の本籍地、死亡地、届出人の現住所地の順位で当該市町村長・特別区長へ提出する。その際の様式として、死亡診断書（死体検案書）との併用が殆どである。

## 死亡診断書と死体検案書の使い分け
死体検案書と死亡診断書の書式は同一であるので、不必要な方を二重線で取り消さなければならない（死亡診断書を発行する場合は死体検案書記載に該当する部分を取り消す）。検案を行ってもわからない場合は「不詳」と、時刻・時間を正確に計算できない場合は「（推定）」と記載する。また記載する必要のない項目については偽造防止のために斜線を引く。

## 記載事項
1. 氏名、性別、生年月日
2. 死亡したとき
3. 死亡したところおよびその種別
  1. 死亡したところの種別
  2. 死亡したところ
  3. 施設の名称
4. 死亡の原因
  1. (ア)直接死因と発病（発症）又は受傷から死亡までの期間
  2. (イ)(ア)の原因と発病（発症）又は受傷から死亡までの期間
  3. (ウ)(イ)の原因と発病（発症）又は受傷から死亡までの期間
  4. (エ)(ウ)の原因と発病（発症）又は受傷から死亡までの期間
  5. 直接死因には関係しないが上記の疾病経過に影響を及ぼした傷病名等
  6. 手術の有無と手術年月日
  7. 解剖の有無とその主要所見
5. 死亡の種類
6. 外因死の追加事項
  1. 傷害が発生したとき
  2. 傷害が発生したところの種別
  3. 傷害が発生したところ
  4. 手段および状況
7. 生後一年未満で病死した場合の追加事項
  1. 出生児体重
  2. 単胎・多胎の別
  3. 妊娠週数
  4. 妊娠分娩時における病態又は異状
  5. 母の生年月日
  6. 前回の妊娠の結果
8. その他特に付言すべき事柄
9. 検案年月日、検案書発行年月日と医師の住所・署名・捺印（すべて自書で署名した場合は、捺印はなくともよい）

## 刑法との関連
医師が公務所に提出すべき診断書、検案書または、死亡証書に虚偽の記載をしたときは、3年以下の禁固、又は、30万円以下の罰金に処す。（刑法第160条）